# Toby Collyer
Tobias Christopher Collyer (Worthing, 2004. január 1. –) angol utánpótlás válogatott labdarúgó, a Premier League-ben szereplő Manchester United játékosa, de kölcsönben a West Brom színeiben szerepel. Posztját tekintve középpályás.

## Pályafutása

### Kezdeti ével
Worthingben született, Collyer a Brighton & Hove Albion akadémiáján kezdte meg a pályafutását az U12-es csapatban. Majd mindössze 15 évesen, bekerült a brightoni egyesület U18-as keretébe is.
Collyer egyből a csapat kulcsjátékosa lett a 2020-21-es szezon során, amikor a Brighton a harmadik helyen végzett a Premier League Southban valamint megnyerték az U17-es Premier League Cupot is.
Nem sokkal a tizenhetedik születésnapja után Collyer bemutatkozott az U23-as csapatban, mind a 90 percet végigjátszva a Tottenham Hotspur ellen, 2021. januárjában.

### Manchester United

#### Akadémia
2022. márciusában csatlakozott a Manchester United csapatához, három és fél éves szerződést írt alá a manchesteri klubnál, miután nem tudott megegyezni a Brightonnal az új szerződését illetően.az átigazolást követően Collyer egykori edzője Mark Beard a munkabírását, a futási képességeit, és fegyelmét is dicsérte.
Erős benyomást keltett az első szezonjába a United U21-es csapatában játszva a Premier League 2-ben, valamint kétszer pályára lépett az EFL Trophy-ban is.

#### 2023–2024-es szezon
Collyer tagja volt a  Manchester United felnőtt csapatának egy Leeds United elleni felkészülési mérkőzésen 2023. július 12-én Oslóban, ahol végül nem cserélték be. 2023. július 26-án kezdőként debütált a felnőtt csapatban amikor a United 3–1-es arányban kikapott a Wrexham csapatától San Diegóban, Kalifornia államban, a csapat az Egyesült Államokban tartott felkészülési túráján.

#### 2024–2025-ös szezon
A szezon kezdete előtt az angol középpályás aláírta első profi szerződését a klubbal, mely 2027-ig szólt, opcióval plusz egy évre. Collyer a 2024–2025-ös szezon előtt is bizonyíthatott, amikor csereként állt be egy a norvég Rosenborg ellen 1–0-ra elveszített felkészülési mérkőzés alkalmával. Az angol középpályás elsőként egy Rangers elleni felkészülési meccsen kapott lehetőséget a kezdő csapatban 2024. július 20-án, ahol 45 percnyi játékidőt kapott. A mérkőzés után Erik ten Hag menedzser dícsérte a fiatal játékost.
Pályára lépett az angol szuperkupában is, csereként állt be a második félidőben. 2024. szeptember 1-én mutatkozott be a Premier League-ben, a Liverpool elleni 3–0-ás vereség során. Rúben Amorim érkezése után kapott egyre több lehetőséget, legtöbbször csereként. 2025. január 23-án lépett először pályára európai kupasorozatban.

### A válogatottban
Válogatott szinten kapitánya volt az angol válogatott U16-os és U17-es csapatának is.

## Statisztikák

### Klub
Frissítve: 2024. augusztus 10-én
| Klub                       | Szezon         | Liga           | Liga | Liga | FA Kupa | FA Kupa | Ligakupa | Ligakupa | Európa | Európa | Más | Más | Összes | Összes |
| Klub                       | Szezon         | Bajnokság      | P.   | Gól  | P.      | Gól     | P.       | Gól      | P.     | Gól    | P.  | Gól | P.     | Gól    |
| -------------------------- | -------------- | -------------- | ---- | ---- | ------- | ------- | -------- | -------- | ------ | ------ | --- | --- | ------ | ------ |
| Brighton & Hove Albion U21 | 2021–2022      | —              | —    | —    | —       | —       | —        | —        | —      | —      | 0   | 0   | 0      | 0      |
| Manchester United U21      | 2022–2023      | —              | —    | —    | —       | —       | —        | —        | —      | —      | 3   | 0   | 3      | 0      |
| Manchester United U21      | 2023–2024      | —              | —    | —    | —       | —       | —        | —        | —      | —      | 2   | 0   | 2      | 0      |
| Manchester United U21      | Összes         | Összes         | —    | —    | —       | —       | —        | —        | —      | —      | 5   | 0   | 5      | 0      |
| Manchester United          | 2024–2025      | Premier League | 0    | 0    | 0       | 0       | 0        | 0        | 0      | 0      | 1   | 0   | 1      | 0      |
| Manchester United          | Összesen       | Összesen       | 0    | 0    | 0       | 0       | 0        | 0        | 0      | 0      | 1   | 0   | 1      | 0      |
| Karrier összes             | Karrier összes | Karrier összes | 0    | 0    | 0       | 0       | 0        | 0        | 0      | 0      | 6   | 0   | 6      | 0      |

1. 1 2  Pályáralépés(ek) az EFL Trophy-ban
2. ↑  Pályára lépés az angol szuperkupában

## Fordítás
Ez a szócikk részben vagy egészben  a   Toby Collyer című angol Wikipédia-szócikk fordításán alapul.  Az eredeti cikk szerkesztőit annak laptörténete sorolja fel. Ez a jelzés csupán a megfogalmazás eredetét és a szerzői jogokat jelzi, nem szolgál a cikkben szereplő információk forrásmegjelöléseként.